# Bukit Panjang I
Bukit Panjang I is een bestuurslaag in het regentschap Aceh Tamiang van de provincie Atjeh, Indonesië. Bukit Panjang I telt 234 inwoners (volkstelling 2010).